# Wappen Indiens
Das Wappen Indiens wurde am 26. Januar 1950 angenommen, dem Tag der Ausrufung der Republik Indien. Dieses Hoheitszeichen verwenden auch einige der indischen Bundesstaaten und Unionsterritorien als eigenes (siehe Liste).

## Beschreibung

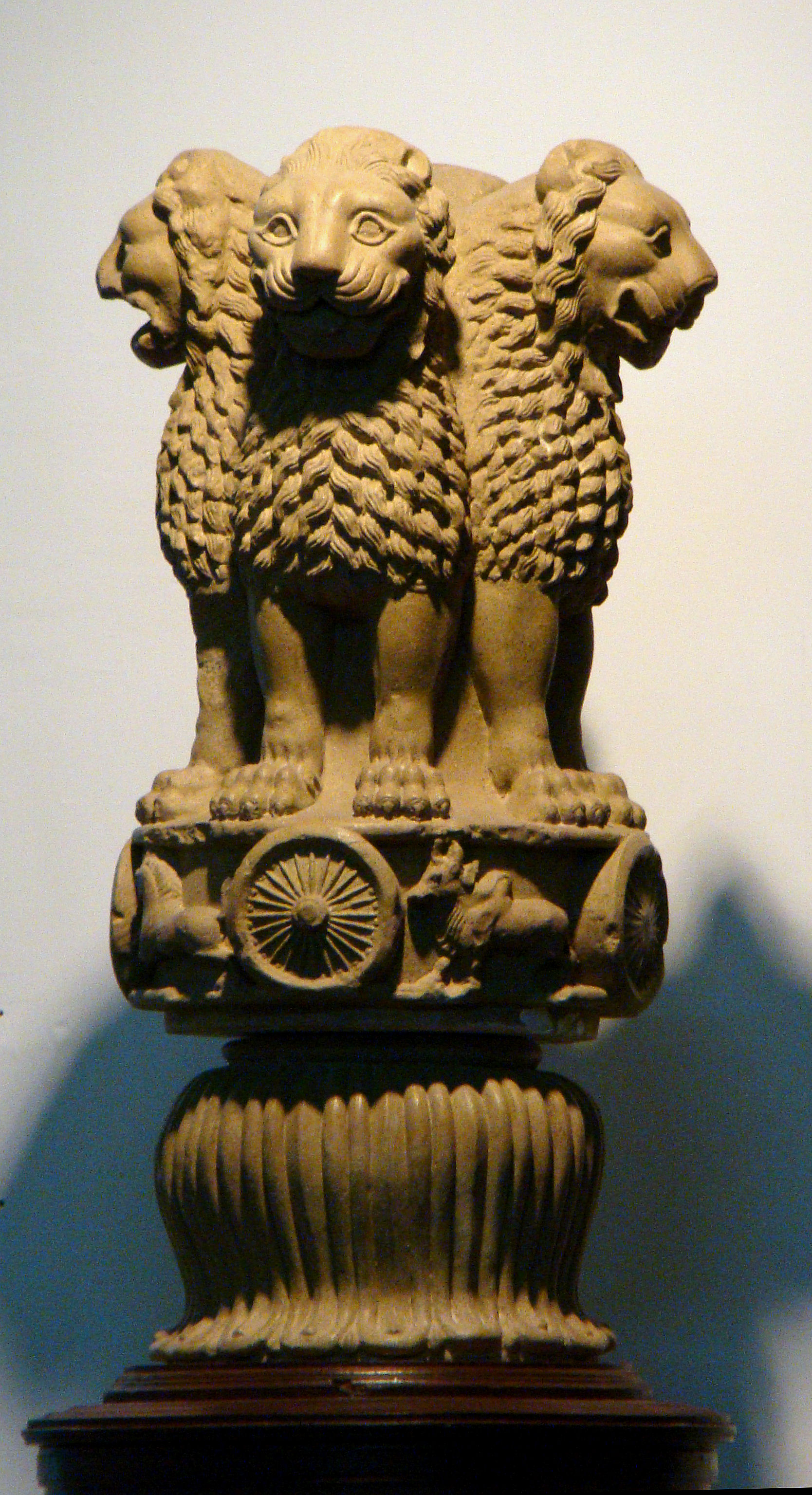
Der obere Teil der Ashoka-Säule in Sarnath

Das indische Wappen zeigt den Säulenknauf (Kapitell) einer „Ashokasäule“, welche der Mauryaherrscher Ashoka im 3. Jahrhundert v. Chr. in dem von den Mauryas beherrschten Gebieten errichten ließ. Auf diesen Säulen ließ der Herrscher die Grundzüge seiner Politik und insbesondere des Dharma einmeißeln. Ashokas Dharma-Edikte beziehen sich nicht auf die Lehre des Buddhismus; auf den Ashoka-Edikten wird seine Staatspolitik als Dharma bezeichnet.
Das Kapitell besteht aus vier Rücken an Rücken stehenden Löwen, welche auf einem glockenförmigen Lotussockel stehen. Zwischen Löwen und Lotuselement befindet sich das Radsymbol (Dharmachakra) und vier kleinere Tierdarstellungen (Buckelrind, Pferd, Elefant, Löwe), von welchen im Wappen nur Pferd und Buckelrind zu sehen sind.
Die Löwensäule stand ursprünglich in Sarnath, wo der Buddha seine erste Lehrrede hielt. Heute befindet sich dieses Kapitell im Museum in Sarnath.
Die Inschrift unterhalb des Kapitells ist Sanskrit in Devanagarischrift und enthält das Motto, ein Zitat aus der Mundaka-Upanishad:

„सत्यमेव जयते“

„Satyameva Jayate“

„Allein die Wahrheit siegt“